# Provaljenik
Provaljenik (cirill betűkkel Проваљеник) egy falu Szerbiában, a Piroti körzetben, a Babušnicai községben.

## Népesség
- 1948-ban 502 lakosa volt.
- 1953-ban 479 lakosa volt.
- 1961-ben 434 lakosa volt.
- 1971-ben 385 lakosa volt.
- 1981-ben 306 lakosa volt.
- 1991-ben 282 lakosa volt
- 2002-ben 202 lakosa volt,[1] akik mindannyian szerbek.[2]